# دع الحب يأخذ طريقه (أغنية)
«دع الحب يأخذ طريقه» هي أغنية لسبايس جيرلز أصدرت مع أغنية «صراخ» كآخر أغاني السبايس جيرلز في ألبومهم الثالث إلى الأبد، والذي أصدر في عام 2000
الأغنية صدرت عالمياً مع أغنية «صراخ» (ما عدا كندا والذي صدرت فيه الأغنية لوحدها)، على أية حال الأغنية لم تصدر في الولايات المتحدة، حصلت الأغنية على المركز الأول في المملكة المتحدة، لتصبح تاسع أغنية للفرقة تحصل على المركز الأول، الأغنية حصلت على المركز الأول في البرازيل وفي المراكز العشر الأولى في أحد عشر بلداً مختلفاً
أدرجت الأغنية في ألبوم أفضل الأعمال لفرقة السبايس جيرلز

## فيديو كليب
فيديو أغنية «دع الحب يأخذ طريقه» يماثل في تصوير فيديو أغنية «صراخ» حيث كل فتاة تمثل أحد العناصر الأربعة، ولو أن هذه المرة، استبدلت ميلاني سي عنصرها مع إيما بونتون، حيث تصور إيما الأرض مرتدية فستاناً أخضر ومستلقية على عشب أخضر تحت شجرة كبيرة في غابة جميلة، بينما استبدلت ميلاني براون عنصرها مع فيكتوريا بيكهام، حيث تصور ميلاني بي الهواء، مرتدية لباساً أبيض بالكامل وترقص في غرفة بيضاء بحيطان الجنفاص التي تتموج إلى الخارج كما لو أن هناك ريح تضرب بالحيطان بينما يتساقط ريشاً أبيض من السماء بشكل مستمر، فيكتوريا بيكهام ترتدي فستاناً أحمر غامق، وتمثل النار، حيث ترقص ببطئ في صحراء قاحلة في الليل، بينما تنفجر النيران من خلفها، وتمثل ميلاني سي دور الماء، حيث ترتدي ملابس زرقاء وتقف على رصيفٍ أزرق بينما يتساقط الماء من السقف إلى الأرض، في جميع كلمات الأغنية، تغني الفتيات كل في منطقتها الخاصة، قبل أن يجتمعوا مع بعضهم في مكان واحد للكورس، وإلى نهاية الأغنية، تبدأ العناصر بالاختلاط مع بعضها، حيث ينزل الماء في الصحراء النارية بينما تهب الريح في الغابة، ستشاهد الفتيات يغنين مع بعضهم في الصحراء، حيث كل العناصر تكون موجودة، وتنتهي الأغنية بشكل بطيئ حيث تصور المشاهد كل فتاة في منطقتها الخاصة حتى نشاهدهم مجتمعات مع بعضهم في الغرفة البيضاء

## تنسيق الأغنية
المملكة المتحدة الإسطوانة 2
1. «دع الحب يأخذ طريقه» (إصدار الراديو) - 4:15
2. «دع الحب يأخذ طريقه» (فيديو)
3. «دع الحب يأخذ طريقه» (4×30 ثانية كليبات مشاهد التصوير)

## الإصدارات الرسمية
- «دع الحب يأخذ طريقه» (إصدار الألبوم) - 4:57
- «دع الحب يأخذ طريقه» (إصدار الراديو) - 4:15

## القوائم
| القائمة                  | مركز الأغنية |
| ------------------------ | ------------ |
| قائمة الأغاني الكندية    | 5            |
| قائمة الأغانية الهولندية | 12           |
| قائمة الأغاني البريطانية | 1            |

مبيعات الأغنية في المملكة المتحدة: 230,000